# Komušina (Pozsega)
Komušina falu Horvátországban, Pozsega-Szlavónia megyében. Közigazgatásilag Pozsegához tartozik.

## Fekvése
Pozsegától légvonalban 2, közúton 4 km-re délkeletre, a Pozsegai-hegység északi lejtőin fekszik.

## Története
Komušina ősi település, de a neve csak az 1545-ös török defterben bukkan fel először. A török uralom előtt valószínűleg katolikus horvát lakossága volt. A török időkben pravoszláv szerbek települtek ide, de később ők is távoztak. A 18. század közepén telepedtek le itt a mai szerb lakosság ősei. 1702-ben 10, 1760-ban 17 ház állt a településen.
Az első katonai felmérés térképén „Dorf Komussina” néven látható. Lipszky János 1808-ban Budán kiadott repertóriumában „Komussina” néven szerepel. Nagy Lajos 1829-ben kiadott művében „Komussina” néven 26 házzal, 171 ortodox vallású lakossal találjuk.
1857-ben 146, 1910-ben 242 lakosa volt. 1910-ben a népszámlálás adatai szerint lakosságának 82%-a szerb, 7%-a cseh, 6%-a horvát, 4%-a magyar anyanyelvű volt. Pozsega vármegye Pozsegai járásának része volt. Az első világháború után 1918-ban az új szerb-horvát-szlovén állam, majd később (1929-ben) Jugoszlávia része lett. 1991-ben lakosságának 86%-a szerb, 9%-a horvát nemzetiségű volt. A településnek 2001-ben 82 lakosa volt.

## Lakossága
| Lakosság változása | Lakosság változása | Lakosság változása | Lakosság változása | Lakosság változása | Lakosság változása | Lakosság változása | Lakosság változása | Lakosság változása | Lakosság változása | Lakosság változása | Lakosság változása | Lakosság változása | Lakosság változása | Lakosság változása | Lakosság változása |
| ------------------ | ------------------ | ------------------ | ------------------ | ------------------ | ------------------ | ------------------ | ------------------ | ------------------ | ------------------ | ------------------ | ------------------ | ------------------ | ------------------ | ------------------ | ------------------ |
| 1857               | 1869               | 1880               | 1890               | 1900               | 1910               | 1921               | 1931               | 1948               | 1953               | 1961               | 1971               | 1981               | 1991               | 2001               | 2011               |
| 146                | 160                | 153                | 191                | 203                | 242                | 213                | 238                | 158                | 153                | 149                | 136                | 128                | 92                 | 102                | 82                 |